# Hyères-Ouest (tổng)
Tổng Hyères-Ouest là một tổng thuộc tỉnh Var trong vùng Provence-Alpes-Côte d'Azur, tồn tại từ 13 tháng 1 năm 1997 đến 27 tháng 2 năm 2014 thì sáp nhập vào để tái lập tổng Hyères.

## Các xã
| Xã                    | Dân số     | Mã bưu chính | Mã insee |
| --------------------- | ---------- | ------------ | -------- |
| Hyères (partie ouest) | 24 542 (1) | 83400        | 83069    |

(1) một phần của xã.

## Thông tin nhân khẩu
| 1962                                                     | 1968 | 1975 | 1982 | 1990   | 1999   |
| -------------------------------------------------------- | ---- | ---- | ---- | ------ | ------ |
| -                                                        | -    | -    | -    | 24 542 | 24 365 |
| Nombre retenu à partir de 1962 : dân số không tính trùng |      |      |      |        |        |